# Čínské velvyslanectví v Praze
Velvyslanectví Čínské lidové republiky v Praze (čínsky 中国驻捷克大使馆) se nachází na adrese Pelléova 18 v Bubenči. V Česku k roku 2018 působilo 22 čínských diplomatů. K roku 2019 je čínským velvyslancem v Praze Čang Ťien-min (Zhang Jianmin).

## Vyjádření k Hongkongským demonstracím 2019
V roce 2019 si čínské velvyslanectví stěžovalo na názory některých českých politiků ohledně demonstrací v Hongkongu, které označilo za „chybné“. Tím dle sinoložky Kateřiny Procházkové porušilo Vídeňskou úmluvu, která říká, že velvyslanectví nesmějí komentovat výroky politiků v zemi působení. České Centrum proti terorismu a hybridním hrozbám spadající pod Ministerstvo vnitra ČR reagovalo na výrok čínského velvyslanectví tak, že se v Česku od roku 1989 (sametová revoluce) termín „chybné názory“ nepoužívá, naopak Listina základních práv a svobod zavedla termín „svoboda projevu".